# Битва при Тапсе
Би́тва при Та́псе произошла 6 апреля (7 февраля по юлианскому календарю) 46 года до н. э. при Тапсе (на востоке современного Туниса). В ходе её силы республиканцев, которые возглавлял Квинт Цецилий Метелл Пий Сципион Назика, потерпели поражение от легионов Гая Юлия Цезаря.

## Вступление
В 49 году до н. э. началась последняя гражданская война эпохи Римской Республики. Причиной её стал отказ Цезаря подчиниться приказу сената и распустить свои войска после завоевания Галлии. Со своим XIII легионом он перешёл Рубикон, отделявший его провинцию от Италии, и двинулся на Рим. Будучи не в состоянии защитить Рим, оптиматы во главе с Гнеем Помпеем покинули Италию и бежали на Балканский полуостров. Преследуя их, Цезарь с войском переправился на Балканы, и в ходе напряжённой военной кампании, шедшей с переменным успехом, в конце концов нанёс решительное поражение численно превосходящему противнику в битве при Фарсале. Помпей бежал в Египет и там был предательски убит. Оставшиеся в живых оптиматы, не желая сдаваться, укрепились в римских провинциях в северной Африке и организовали сопротивление. Их вождями были Марк Порций Катон и Квинт Цецилий Метелл Пий Сципион Назика. Ключевыми фигурами были Тит Лабиен, Публий Аттий Вар, Луций Афраний, Марк Петрей, а также сыновья Помпея Секст и Гней. На стороне помпеянцев выступил также нумидийский царь Юба. После усмирения восточных провинций и короткого визита в Рим Цезарь последовал за своими противниками в Африку и высадился в Гадрумете (нынешний Сус, Тунис) 27 декабря 47 года до н. э.
Помпеянцы удивительно быстро собрали значительные силы. Их армия насчитывала 40 тыс. человек (около 8 легионов), включая мощную кавалерию, возглавляемую бывшим ближайшим помощником Цезаря Титом Лабиеном, который с началом гражданской войны перешёл на сторону сената; их армии также включали силы местных царьков и 60 боевых слонов. Сначала противники осторожно испытывали силу друг друга в незначительных столкновениях, до тех пор пока два легиона помпеянцев не перешли на сторону Цезаря. Кроме этого приобретения он ожидал ещё подкреплений из Сицилии. В начале февраля Цезарь появился у занятого противником г. Тапс и осадил его. Помпеянцы, возглавляемые Метеллом Сципионом, не могли допустить потери такого важного опорного пункта, и были вынуждены принять бой.

## Сражение

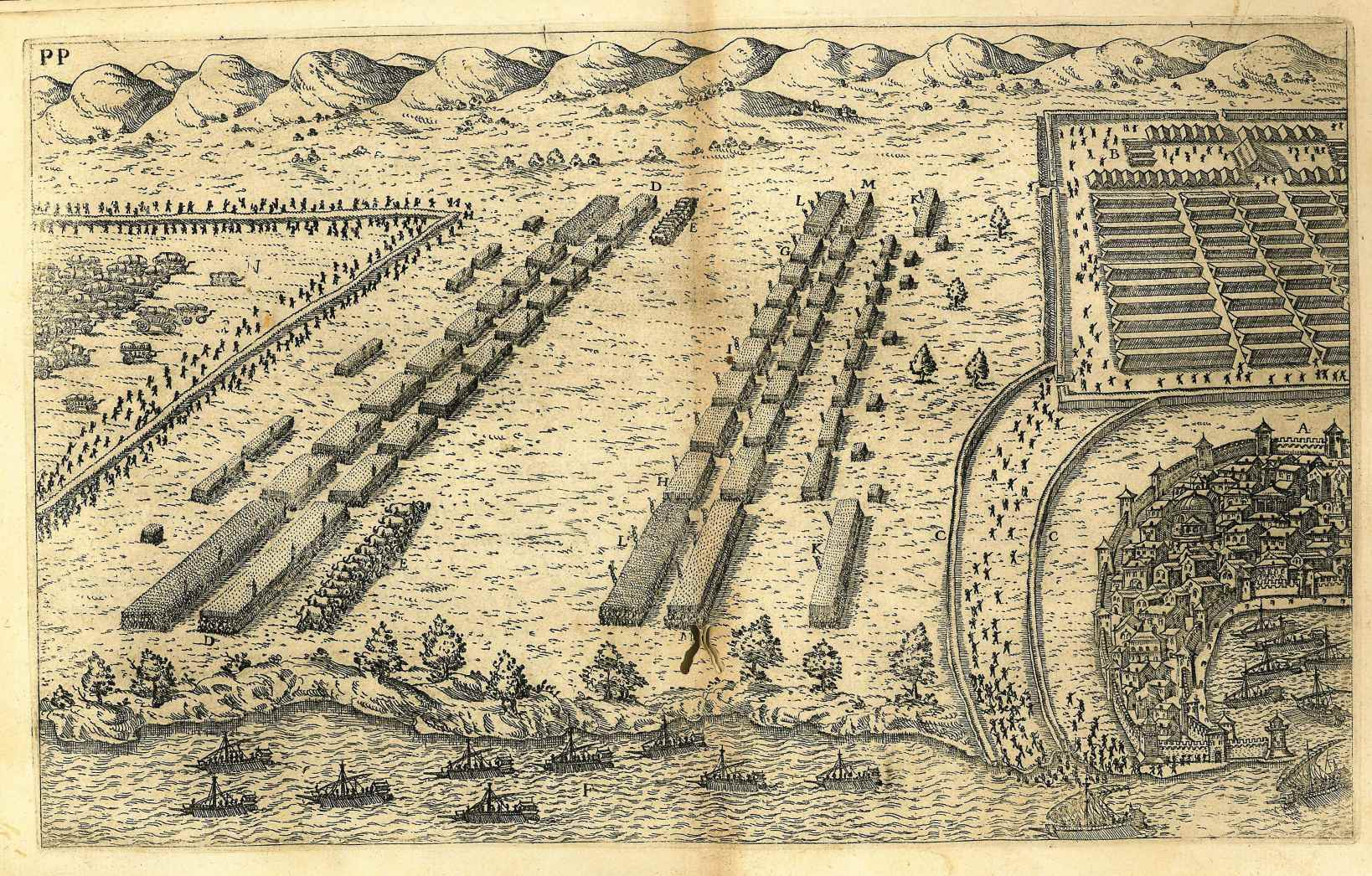
Схема сражения: гравюра XVII века в стиле Палладио. Каждый слон прорисован отдельно.

Армия Метелла Сципиона двигалась вокруг Тапса с целью приблизиться к городу с севера. Опасаясь приближения Цезаря, она двигалась в строгом боевом порядке, со слонами на флангах. Расположение войск Цезаря было характерно для его обычного стиля ведения боя: он командовал правой половиной своего войска, а кавалерия и лучники располагались на флангах. Угроза слонов со стороны противника повлекла дополнительные меры предосторожности — конница была усилена пятью когортами пехоты.
Трубач Цезаря подал сигнал к битве. Лучники Цезаря атаковали слонов, приведя их в панику; слоны бросились назад и стали топтать свою пехоту. Слоны левого фланга атаковали центр войска Цезаря, где находился Пятый легион Жаворонков. Легион доблестно отразил эту атаку; именно за этот подвиг его знамя впоследствии было украшено изображением слона. После потери слонов Сципион начал отступление. Кавалерия Цезаря обошла вражеские порядки, разгромила укреплённый лагерь противника и обратила его в бегство. Союзные Сципиону войска царя Юбы ушли с поля боя, и исход битвы был решён.
Около 10 тыс. солдат противника хотели сдаться Цезарю, но вместо этого были перебиты его легионерами. Такое обращение c врагами было нетипичным для Цезаря, который был известен своим милосердным обращением с побеждённым противником. Некоторые источники утверждают, что во время этого сражения у Цезаря был приступ эпилепсии. Мысль о том, что Цезарь был болен в ходе этого боя, восходит к Плутарху («Сравнительные жизнеописания»). Сципион бежал, но только для того, чтобы несколько месяцев спустя потерпеть ещё одно поражение, на этот раз — в морском бою у Гиппона-Регия, и умереть римской смертью.

## Итоги

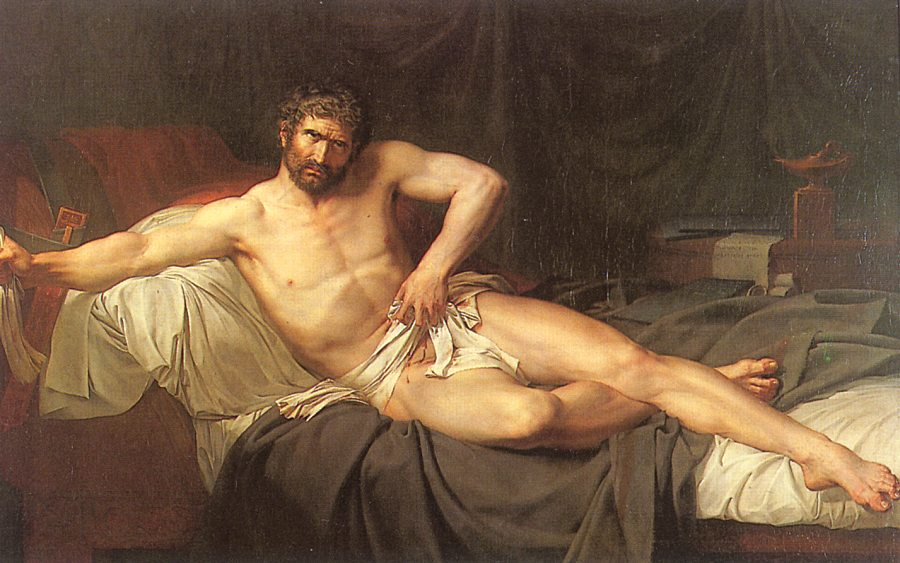
Гийом Гийон-Летьер. Смерть Катона Утического. 1795. Эрмитаж.

После битвы Цезарь возобновил осаду Тапса, и город был взят. Затем Цезарь двинулся к Утике, гарнизон которой возглавлял Катон Младший. Получив известие о поражении своих союзников, Катон покончил с собой. Цезарь был огорчён этим, и, как сообщает Плутарх, сказал: «Катон, мне ненавистна твоя смерть, ибо тебе было ненавистно принять от меня спасение».
Итогом сражения при Тапсе стало умиротворение провинции Африка — очистив её от своих врагов-помпеянцев, Цезарь вернулся в Рим 25 июля того же года. Его противники, однако, не сложили оружие: Тит Лабиен и сыновья Помпея бежали в Испанию и там снова стали собирать силы. Гражданская война продолжалась, и через год последовала битва при Мунде (Испания). Битва при Тапсе обычно считается последним сражением на Западе, в котором широко использовались боевые слоны.